# 精準打擊飛彈
精準打擊飛彈（Precision Strike Missile，PrSM）是美國從2016年開始研發並讓美国陆军正在測試的一种中程彈道導彈，用於取代MGM-140 ATACMS。該導彈可從成熟且產量大的平台如M270多管火箭系統和M142高机动性多管火箭系统發射。

## 開發

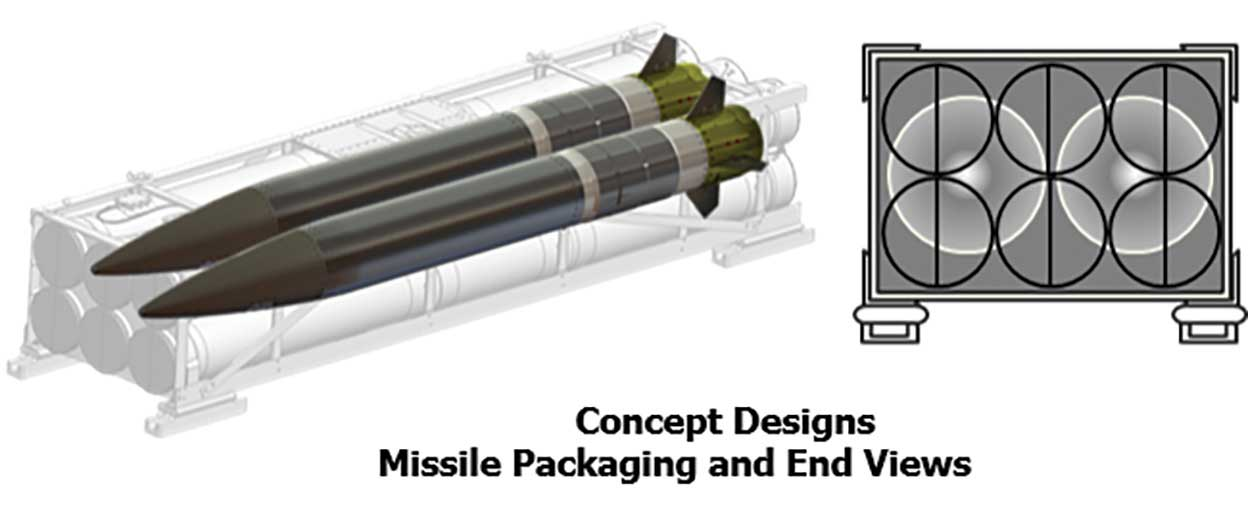
一個發射模組裝載兩枚導彈的概念圖

### 初始設計要求
2016年3月，為了滿足美國陸軍遠程精確火力（LRPF）的要求，洛克希德·马丁、波音和雷神技术公司宣布他们將開發一種新型短程導彈以取代ATACMS。PrSM將使用更先進的彈道推進器，飛得更快更遠（最初的飛行距離為500公里），同時體積更小，每個發射模組能裝載2枚導彈，令M270多管火箭系統和M142高機動性多管火箭系統攜彈量較ATACMS翻倍。 
2020年3月，由於技術問題，雷神技术公司的「深度打擊飛彈」（Deep Strike Missile，DSM）試射多次延後，無法為PrSM計劃進行導彈的飛行測試，因進度落後而退出競標。此後洛克希德·马丁負責主持該導彈的研發計劃。新武器計畫在2023年內具備初始作戰能力，最初的PrSM只能擊中陸地上的靜止目標，但後來的版本將可跟蹤陸地移動目標，和海上的移動目標的反艦彈道飛彈。

### 升級為中程彈道飛彈
隨著美國退出中程導彈條約，PrSM的射程將超過條約限定的499公里。
洛克希德馬丁公司的PrSM首次試射於2019年12月10日在白沙導彈靶場進行，該導彈從M142 HIMARS發射，飛行240公里。第二次試射於2020年3月10日進行，飛行180公里。第三次試射於2020年4月30日進行，飛行85公里。
在進行三次發射後，預計在2021年進行三次PrSM遠程試射。第一次發生在2021年5月12日，飛行400公里。
2020年6月，作為PrSM的升級，美國陸軍開始測試一種新的多模式尋標器，儘管該導彈要到2023年才能投入使用，但在2025年的重大改進計畫中，升級的尋標器會是至關重要的一部分。
2021年1月，美國軍方宣佈洛克希德·馬丁公司可以生產多達620枚PrSM的基準版。
設計上的進步和使用衝壓引擎的可能性，可以將武器的射程擴展到1000公里。
2021年3月，英國陸軍的M270多管火箭系統將於2024年配備該導彈。
2021年7月，美國宣佈澳洲已成為PrSM計劃的合作夥伴，澳大利亞陸軍與美國陸軍國防出口與合作部簽署了該計劃的「第二版」（Increment 2）的諒解備忘錄，並出資5400萬美元。
2023年3月，美國陸軍簽署「第四增程版」（PrSM Increment 4）開發合約，射程超過1000公里。
2023年12月，美國陸軍宣布PrSM第一版首次交貨。
2024年6月17日，除役的奧斯汀級船塢登陸艦克利夫蘭號在北太平洋马里亚纳群岛靶場被PrSM擊沉，這是PrSM首次擊中海上移動目標。
2024年8月26日，有消息称美国已拒绝了挪威提出的采购“精准打击导弹”的请求。
而在2025年1月23日，波罗的海防务合作部长级委员会则发布联合声明，表达了立陶宛、拉脱维亚与爱沙尼亚三国对引进HIMARS系统配套的PrSM导弹的共同兴趣。